# Patreksfjörður (Fjord)
Der Patreksfjörður ist ein Fjord in den Westfjorden von Island.
Er liegt südlich des Tálknafjörður.
Der Barðastrandarvegur  kommt von der Kleifaheiði innen in den Fjord und verläuft für 12 km am Nordufer bis in den Ort Patreksfjörður.
Der ehemalige Flugplatz des Ortes liegt in 25 Straßenkilometern Entfernung auf der gegenüberliegenden Seite auf einer Sandbank.
Am Südufer verläuft der Örlygshafnarvegur  in Richtung Hnjótur, Látrabjarg und Bjargtangar.
Einen weiteren Teil des Südufer kann man über den Kollsvíkurvegur  erreichen.
Der Fjord ist 6 km breit und reicht 20 km weit in das Land.
Dieser Fjord gehört neben dem Tálknafjörður und dem Arnarfjörður zu den Südfjorden der Westfjorde (isl. Suðurfirðir Vestfjarða).
Im inneren Ende des Patreksfjörðurs hat man die Garðar BA 64, das erste Stahlschiff Islands, auf Grund gesetzt und lässt es dort langsam zerfallen.